# 네덜란드 왕립 공군

네덜란드 왕립 공군(Royal Netherlands Air Force, RNLAF, 네덜란드어: Koninklijke Luchtmacht (KLu))은 네덜란드군의 군항공부대이다. 1913년 창설된 네덜란드 육군의 항공부대(Luchtvaartafdeling)의 전신인 항공부(Luchtvaartafdeling)의 뒤를 이어 1953년 창설됐다.

## 역사
네덜란드 왕립 공군은 육군 항공 그룹(Luchtvaartafdeling, 약어 LVA)이 1913년 창설되어 1939년 육군 항공 여단(Luchtvaartbrigade)으로 이름이 바뀌었다. 1953년에는 네덜란드 군대의 독립 작전부 수준으로 승격되었다. 네덜란드 왕립공군(Koninklijke Luchtmacht)으로 명칭이 변경되었다.